# 舉升體

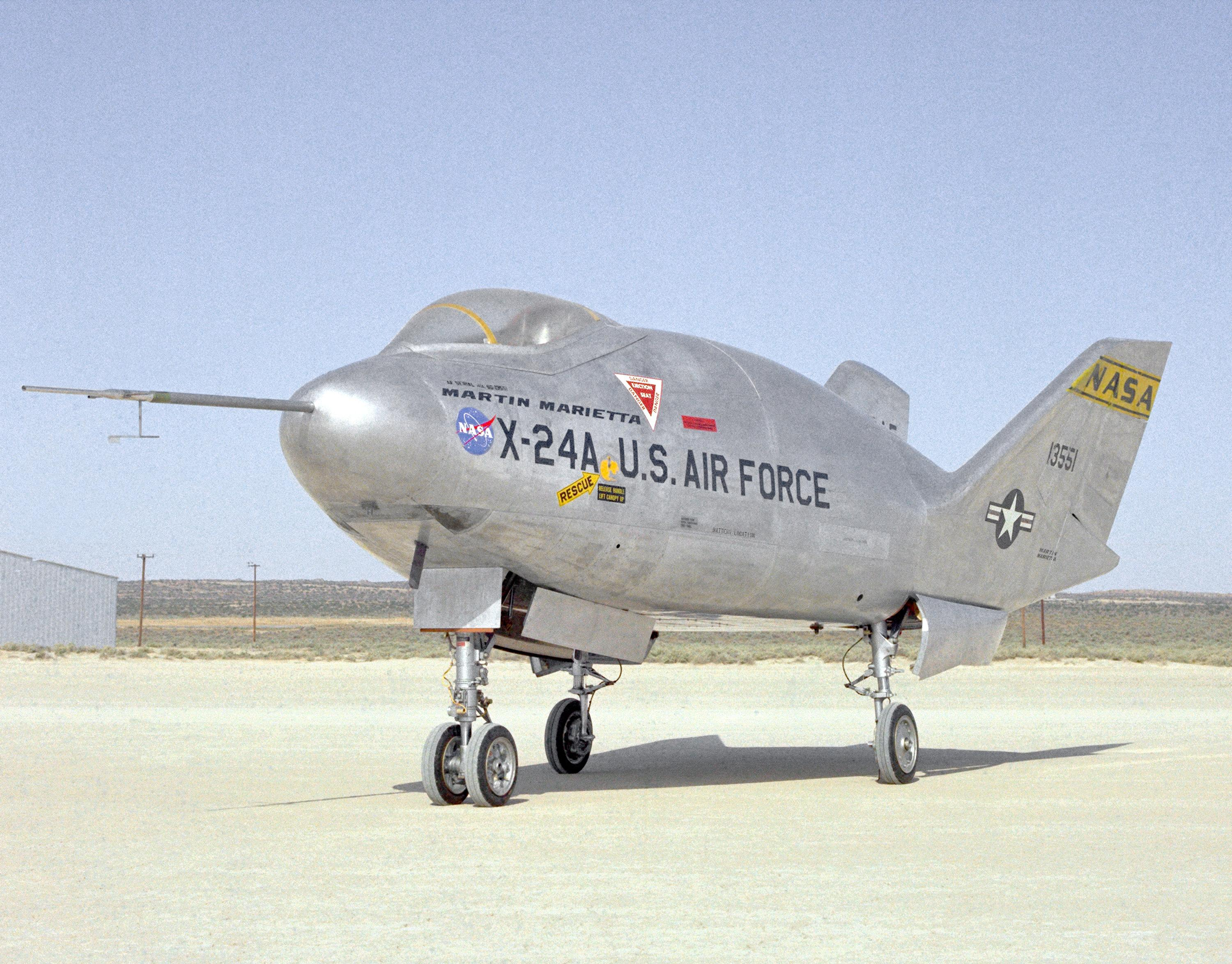
X24 -

舉升體（lifting body），又稱升力體，是指一種讓機身能夠自己產生升力的飛機外型。
它與飛行翼的區別是，飛行翼是完全沒有傳統的機身結構，它嘗試消除無升力的表面，使得在亚音速的巡航效率能夠達到最大。
相對地，舉升體是把當在超音速、穿音速和太空梭突入大氣層時的機翼結構的阻力最小化。
這兩種設計都使得在控制以及穩定飛行方面造成很大的挑戰。